# 러허성 (만주국)
러허성(중국어 간체자: 热河省, 정체자: 熱河省, 병음: Rèhé, 한국어: 열하성)은 만주국의 성이다. 1933년 만주국 정부는 러허성을 신설하였으며, 1945년 8월 만주국이 해체되면서 자연 소멸하였다.

## 역사
1931년 9월 18일, 만주사변이 발생하자 러허성의 주석인 탕위린(汤玉麟)은 관동군에 투항하였고, 러허성 행정 장관으로 임명되었다. 1933년(대동 2년) 3월, 러허 지방을 점령한 관동군은 러허성 행정지도공서(熱河省行政指導公署)를 설치하였고, 징펑(经棚), 카이루(开鲁), 린시(林西), 린둥(林東)의 4현과 톈산(天山), 루베이(魯北)의 설치국(設治局) 2곳을 싱안총서 싱안시 분성(興安總署興安西分省)으로 이관하였다.
러허성은 차오양치 변사처(朝阳气瓣事处)가 관할하는 차오양(朝阳), 푸신(阜新), 링위안(凌源), 핑취안(平泉), 다닝(大宁), 링베이(凌北)와 츠펑 변사처(赤峰辨事处)가 관할하는 츠펑(赤峰), 젠핑(建平), 취안닝(全宁), 쑤이둥(绥東), 성 직할의 청더(承德), 웨이창(围场), 룽화(隆化), 뤄핑(泺平), 펑닝(丰宁), 칭룽(青龙)으로 구성되었다.
1934년(강덕 원년) 5월 31일, 양 변사처가 폐지되었다. 12월 1일 차오양과 푸신이 신설된 진저우성(锦州省)으로 편입되었다. 1938년(강덕 4년) 1월 1일, 《러허성과 진저우성의 기제》(熱河省及び錦州省内旗制)를 공포하여, 같은 날 싱안쓰성(興安西省)으로부터 웡뉴터 좌기(翁牛特左旗)가 러허성으로 편입되었다.

## 행정 구역
1945년 8월, 만주국 해체 직전의 행정 구역
- 청더현(承德县, 러허성 공서 소재지)
- 뤄핑현(泺平县)
- 펑닝현(丰宁县)
- 룽화현(隆化县)
- 칭룽현(青龙县)
- 웨이창현(围场县)
- 싱룽현(兴隆县)
- 카라친 좌기(喀喇沁左旗)
- 카라친 중기(喀喇沁中旗)
- 카라친 우기(喀喇沁右旗)
- 웡뉴터 좌기(翁牛特左旗)
- 웡뉴터 우기(翁牛特右旗)
- 아오한 기(敖汉旗)

## 같이 보기
- 만주국의 행정 구역